# Суржикова, Екатерина Ивановна
Екатери́на Ива́новна Су́ржикова (Ка́тя Су́ржикова, род. 29 марта 1956, Москва) — советская и российская певица, заслуженная артистка Российской Федерации (2002), лауреат Всесоюзного конкурса артистов эстрады (1979), лауреат международного фестиваля эстрадной песни «Сопот-85», педагог ГИТИС (РУТИ).

## Биография
Екатерина Суржикова родилась 29 марта 1956 года в семье профессиональных артистов.
После окончания общеобразовательной школы поступила в ВТМЭИ (Всероссийская творческая мастерская эстрадного искусства), где занималась вокалом, танцами, пантомимой, степом, акробатикой, сценической речью, а затем в ГИТИС на факультет режиссуры эстрады и массовых представлений. В 1980 году в качестве режиссёра поставила для отца И. Н. Суржикова программу «Вечер русской и советской песни» в театре «Эрмитаж».
Уже во время учёбы активно занималась концертной деятельностью. Обрела свой оригинальный исполнительский стиль на эстраде. Для советской эстрады имела слишком эксцентрическую манеру подачи песенного номера, отбивала чечётку, делала кульбиты. В журналах тех времён писали о её раскованности, «например, если выступает Екатерина Суржикова в созданном ею образе девчонки-сорванца и исполняет кубинскую карнавальную песню или песню „Вечный двигатель“, то певица имеет право на любую громкость и любые вольности…».
В 1978 году получила специальный приз конкурса эстрадной песни в Дрездене, в 1979 стала лауреатом Всесоюзного конкурса артистов эстрады, а в 1985 — лауреатом международного фестиваля эстрадной песни «Сопот-85», где получила 3-ю премию за исполнение песен «Кукла» (В. Шаинский — А. Жигарев) и «Радуйся» (Р. Паулс — И. Резник). Во время исполнения песни «Кукла» просто поразила европейскую публику тем, что сумела петь её, стоя на голове.
Как отмечалось журналом «Кругозор», Катя самостоятельно режиссировала собственные оригинальные концертные номера с группой музыкантов и артистов балета «Вечный двигатель», в которых на равных с вокалом выступали хореография, пантомима, акробатика, «вести монолог со зрителем ей помогает язык жестов и цирка, танца и спорта — всё это грани особого, найденного и успешно разрабатываемого Суржиковой синтетического жанра».
В 1989 году выехала на гастроли в ФРГ вместе с группами «Ва-Банк», «Звуки Му» и «Аукцыон», а затем её снова пригласили в ФРГ уже с сольными концертами. Со своей группой «Вечный двигатель» объездила множество немецких городов, где их ждали переполненные дворцы спорта. Одновременно со своей группой были частым гостем ZDF и других телеканалов Германии.
В 1990 принимала участие в съёмках фильма «Шкура», вышедшего на экраны в 1991 году (режиссёр Владимир Мартынов, СССР, «Рапид», киностудия им. Горького, «Мосфильм»). В картине Екатерина снялась в роли Линды.
В 1991 году уехала в Германию, где 5 лет проработала в больших концертных программах вместе с артистами из других стран и одновременно училась в Гамбурге в американской школе мюзикла On stage. Там же в Гамбурге занялась преподавательской деятельностью и начала преподавать вокал.
В 1996 году вернулась в Москву, где опять продолжала концертную и преподавательскую деятельность. За заслуги в области искусства в 2002 году Екатерине Суржиковой, солистке концертного объединения «Эстрада» государственного учреждения Московское государственное концертное объединение «Москонцерт» было присвоено почётное звание «Заслуженный артист Российской Федерации».
В 2002 году у Екатерины родился сын. Забота о ребёнке и его воспитании стали оставлять певице меньше времени на концертную деятельность.
В 2003 году певицу пригласили преподавать вокал в ГИТИС (РУТИ), где она является доцентом кафедры вокального искусства.
Екатерина успешно сочетает преподавательскую деятельность с концертными выступлениями, исполняя старые песни и новые, активно сотрудничает в создании новых песен, романсов и баллад с композитором Алексеем Чёрным и поэтессой Еленой Исаевой, выступает в радиопередачах.
В сентябре 2012 года на базе ДТДиМ «Восточный» (Москва) певица открыла «Школу мюзикла» для детей 6—15 лет.

## Семья
- Мать, Вероника Александровна Станкевич, в молодости была воздушной гимнасткой и работала в цирке, потом стала драматической актрисой.
- Отец, народный артист Российской Федерации Иван Николаевич Суржиков, популярный исполнитель русских народных песен.
- Сестра, Елизавета Суржикова, классическая певица, окончила московскую консерваторию по классу Л. И. Масленниковой, пела в музыкальном театре имени Станиславского и Немировича-Данченко, часто выступала на эстраде с отцом[19], затем работала в группе «Новая Коллекция».
- Первый муж, Евгений Бабкин, музыкант из группы «Вечный двигатель».
- Второй муж, Михаил Маншилин[20].
  - Сын (род. 2002).
- Двоюродный брат — Суржиков Сергей Михайлович (2 июля 1956, Москва — 27 ноября 2021, там же) — юрист.
- Жена двоюродного брата — Суржикова Елена Павловна (род. 11 октября 1952, Ургенч) — композитор, поэтесса, режиссёр, Лауреат российских и международных песенных конкурсов, автор песен в исполнении Николая Караченцова, Дмитрия Харатьяна, Ольги Кабо, Ксении Георгиади, Рады Рай, Инны Пиварс, Виктора Ракова, Дмитрия Певцова и других артистов.[21]

## Дискография
- 1978 год «Всё, что было» миньон
- 1981 год «Катя Суржикова и группа „Вечный двигатель“»
- 1988 год «Дикая роза»
- 1995 год «Катюша» (Германия)
- 1997 год «Не спи, дорогой»

## Песни
- Ожившая кукла (В. Шаинский — С. Алиханов, А. Жигарев) — «Сопот-85»
- Радуйся (Р. Паулс — И. Резник)
- «Я к вам пишу — чего же более…» («Письмо Татьяны») — (А. Чернышёв — А. Пушкин — Катя Суржикова)
- Дикая роза (Е. Бабкин — Д. Давиташвили)
- «Мальчиком, бегущим резво…» — (А. Чернышёв — М. Цветаева — Катя Суржикова)
- Чудо-Юдо (В. Семенов — В. Дюнин)
- Бим-бом (Е. Ростовский — В. Вербин, В. Жук)
- Миражи (Александр Шкуратов — Джуна Давиташвили)
- Моё сердце свободно (Катя Суржикова)
- Чарли Чаплин (А. Шуйте — В. Луговой)
- Семь дней (С. Левкин — С. Касторский)
- Всё, что было (В. Добрынин, В. Кретов — И. Шаферан)
- Танец и спорт (Е. Бабкин — С. Осиашвили)
- Гляжу в мир (В. Куклин — Л. Козлова)
- Падает снег (Катя Суржикова)
- Я люблю возвращаться (С. Минаев — С. Миров)
- Мой дворик (В. Резников)
- Ты плохая (Е. Бабкин, Е. Суржикова)
- Я знаю (Б. Рычков — И. Шаферан)
- Пригвождена (Катя Суржикова)
- Моё сердце свободно (В. Куклин, Л. Козлова)
- Семь дней (Катя Суржикова)
- О-о-о (В. Куклин — З. Межирова)
- Надоело (Катя Суржикова) — Германия, Бремен, 1989
- Терра (Катя Суржикова)
- Роли, роли (А. Шкуратов — И. Шаферан)
- Регги (Катя Суржикова)
- Служба спасения (Александр Шкуратов)
- Стройный кипарис (Александр Шкуратов)
- Самурай (Александр Шкуратов)
- Не спи, дорогой! (Александр Шкуратов)
- Звёздный час любви (Александр Шкуратов)
- Воскресное утро (Александр Шкуратов)
- Я жду тебя (Александр Шкуратов)
- DJ Boy (english version) (Александр Шкуратов)
- Любви дурман (Катя Суржикова)
- Вот и встретились опять (Катя Суржикова) — Германия, Бремен 1989
- В той стране (Катя Суржикова)
- Реквием (Катя Суржикова)
- Верность: романс (Алексей Чёрный, Елена Исаева)
- «Над кипятком ладони грея…»: романс (Алексей Чёрный, Елена Исаева)
- О мальчиках, разграбивших Россию… (Алексей Чёрный, Елена Исаева)
- «Том Круз» и Катя (музыка Игоря Кезля, стихи Евгении Голомидовой)

## Видео
- Творческий вечер Екатерины Суржиковой 15.05.2013
- Песня о мальчиках, разграбивших Россию… Екатерина Суржикова (муз. А.Черный, сл. Е. Исаева)
- Выступление сестер Екатерины и Елизаветы Суржиковых 1 марта 2011 года в концерте «Звезда по имени — Эстрада» в честь 80-летия Москонцерта. Песня «Реквием» в исполнении Екатерины Суржиковой и ария из оперы в исполнении Елизаветы Суржиковой.
- Катя Суржикова. Миражи
- Катя Суржикова. Мальчиком, бегущим резво…
- Катя Суржикова. Дикая роза
- Катя Суржикова. Танец и спорт
- «Том Круз» и Катя. Авторы: музыка Игоря Кезля, стихи Евгении Голомидовой. Исполняет Катя Суржикова, 2013.